# Filialkirche St. Michael (Feldkirchen in Kärnten)

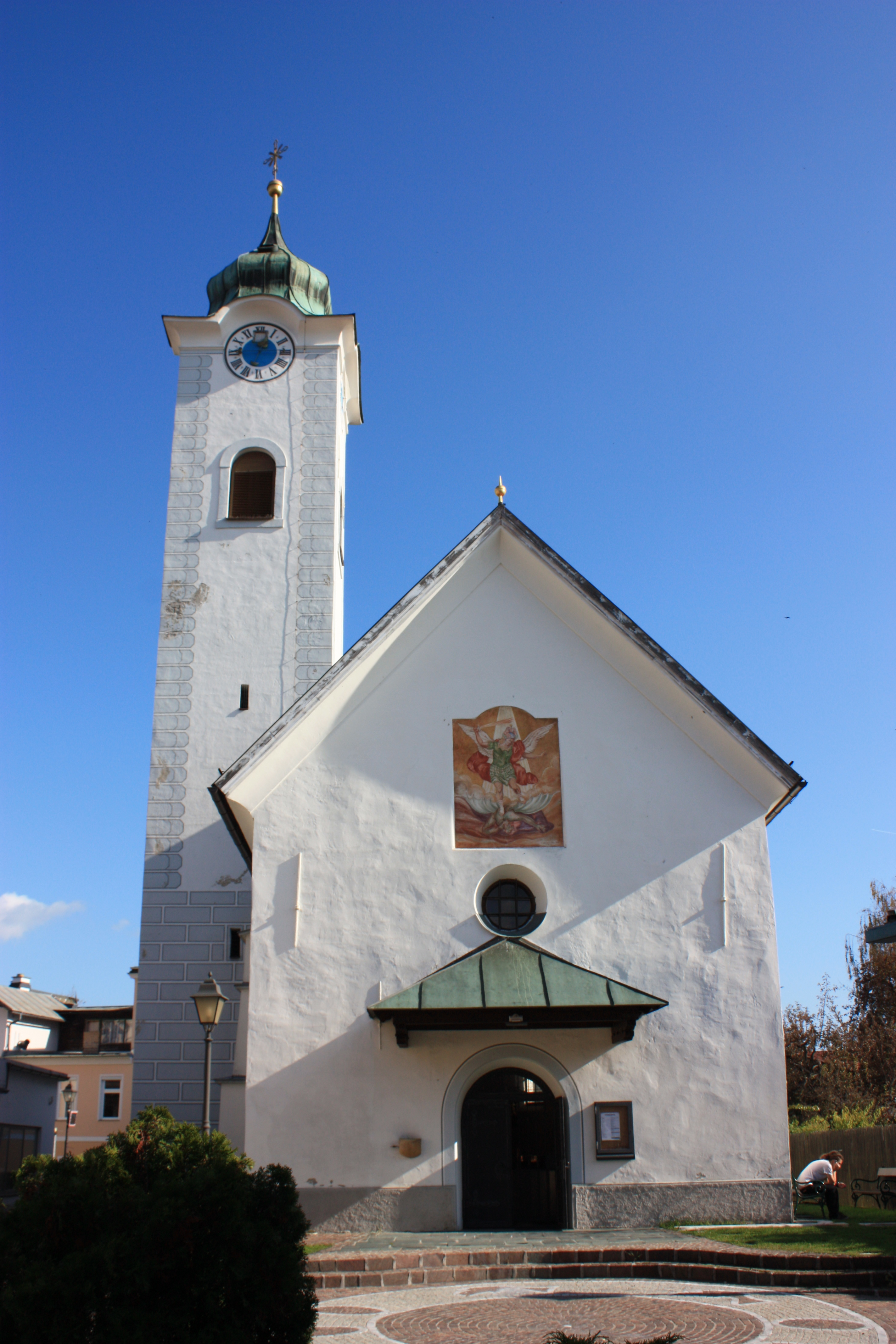
Filialkirche St. Michael

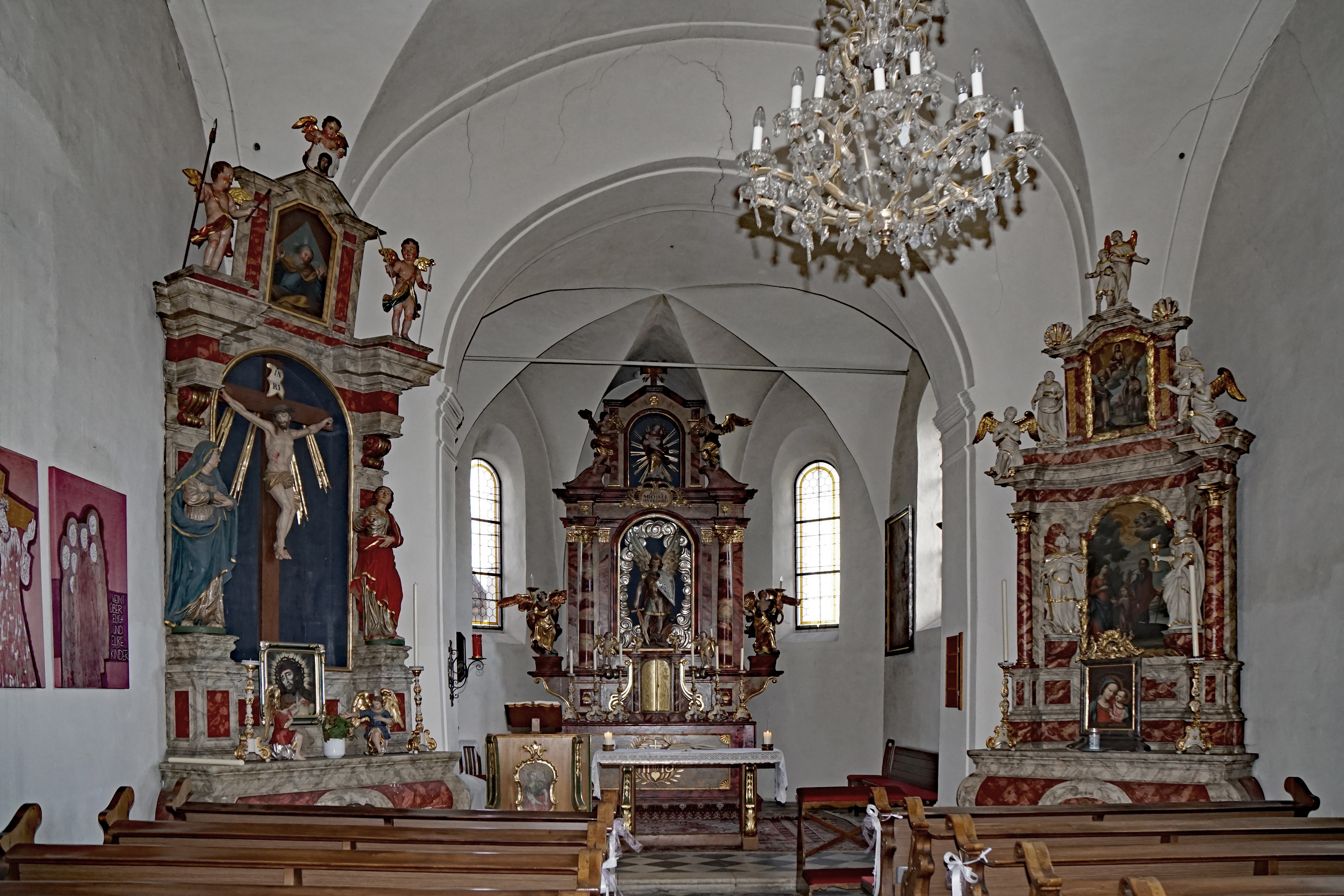
Innenansicht

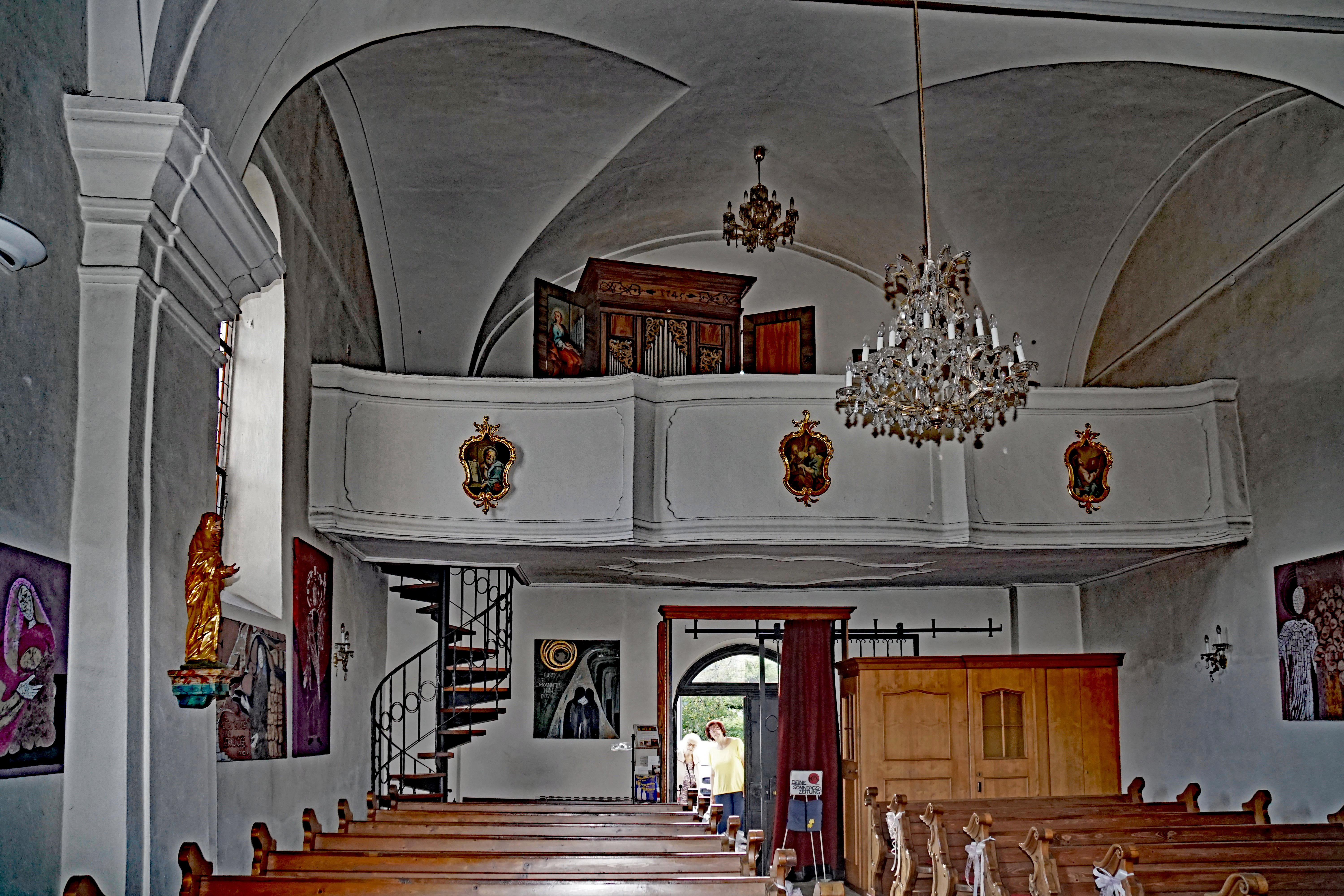
Innenansicht zur Orgelempore

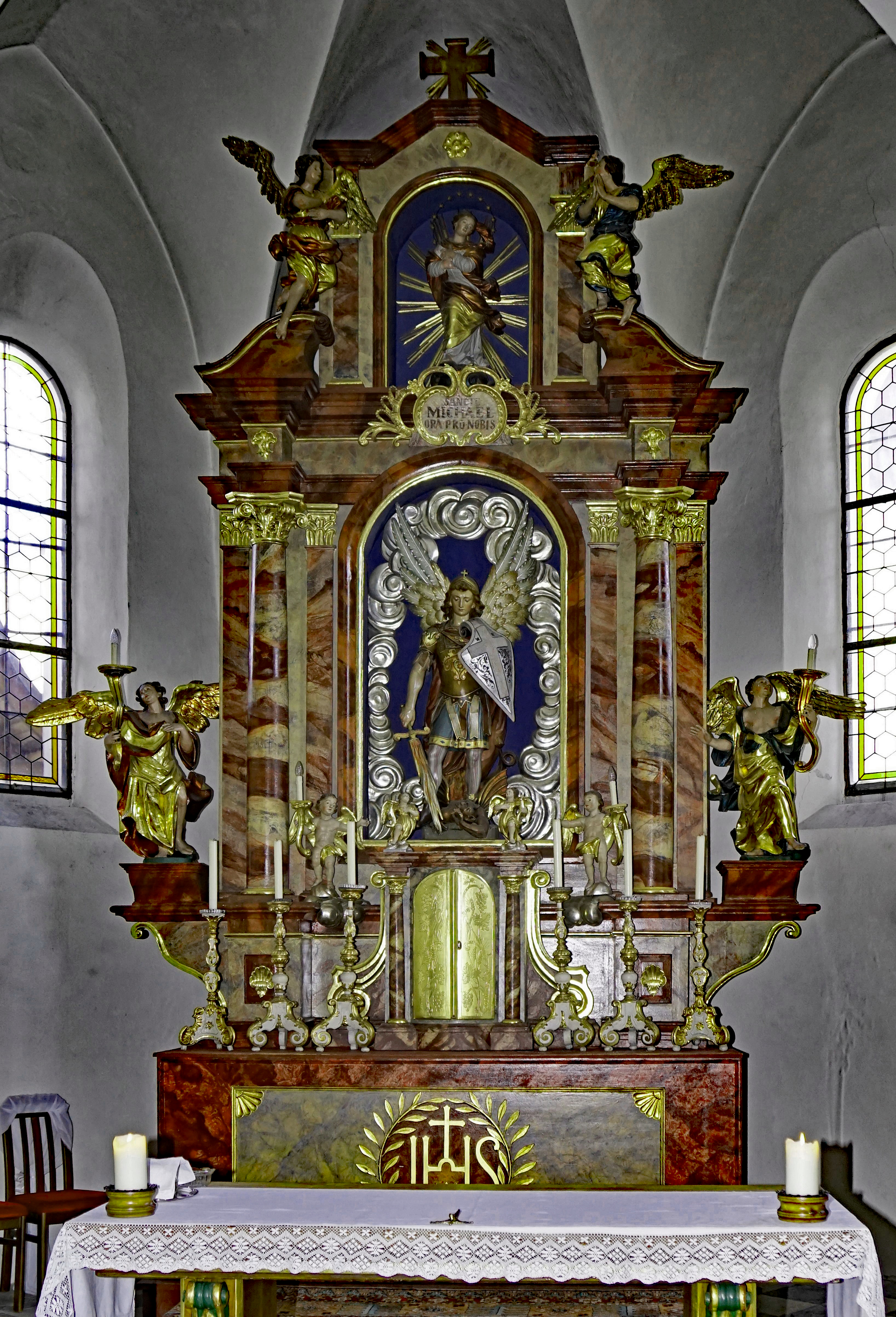
Der Hochaltar

Die Filialkirche St. Michael steht im südlichen Teil von Feldkirchen in Kärnten. St. Michael wurde 1387 erstmals urkundlich erwähnt. 1537 fiel die Kirche einem Feuer zum Opfer.

## Baubeschreibung
Bei der Kirche handelt es sich um einen gotischen Bau des 14. Jahrhunderts, der im Barock und Anfang des 19. Jahrhunderts Veränderungen erfuhr. Das Langhaus wird durch dreifach gestufte, der eingezogene Chor durch zweifach gestufte Strebepfeiler gestützt.  Der Turm an der Nordostseite des Langhauses mit Mauerschlitzen, rundbogigen Schallfenstern und einem barocken Zwiebelhelm wurde 1833 erhöht. Eine Glocke goss 1540 Hieronymus Egker. Im Winkel zwischen Turm und Chor steht die Sakristei. Die Architekturpolychromie der Biedermeierzeit wurde 1994 wieder hergestellt. Der Turm und das Langhaus weisen Ortsteinverzierungen auf. Über dem Westportal befinden sich ein Rundfenster und ein Wandgemälde des heiligen Michael aus dem 18. Jahrhundert. Im Chorschluss ist eine römerzeitliche Grabinschrift für Aurelius Sura, seine Gattin Aurelia Tricconia und seinen Sohn Aurelius Ursus eingemauert.
Im zweijochigen Langhaus ruht ein Tonnengewölbe mit Stichkappen und Gurten über Wandpfeilern. Die Holzempore ist verputzt. Der ehemals spätgotische Triumphbogen wurde im Barock verändert und besteht heute in der Laibung aus einem Gurt über toskanischer Ordnung. Im um eine Stufe erhöhten Chor ruht ein tief herabgezogenes Rippengewölbe vom Ende des 14. Jahrhunderts auf Wandauflagen. Die Chorfenster wurden barockisiert oder vermauert. Ein Portal mit geradem Sturz an der Chornordwand führt in die kreuzgratgewölbte Sakristei.

## Einrichtung
Alle drei neobarocken Altäre stammen aus dem 19. Jahrhundert. Der Hochaltar birgt in der Mittelnische eine Statue des heiligen Michael, in der Aufsatznische die einer Maria Immaculata. Seitlich stehen Leuchterengel bzw. anbetende Engel. Der linke Seitenaltar zeigt eine Kreuzigungsgruppe vor einem gemalten Jerusalem. Im Aufsatzbild ist Gottvater dargestellt. Die Engelfiguren am Altar tragen Leidenswerkzeuge. Das Altarblatt des rechten Seitenaltars aus der zweiten Hälfte des 18. Jahrhunderts stellt den Gang der Heiligen Familie über das Gebirge dar. Seitlich stehen die Figuren der Heiligen Katharina und Barbara. Auf der Mensa steht ein kleines Madonnenbild im Rokokorahmen.
Der ehemalige Kanzelkorb aus der Mitte des 18. Jahrhunderts mit Gemälden der Evangelisten dient heute als Ambo, den das Gemälde des Johannes schmückt. Die drei anderen Evangelistenbilder sind an der Brüstung der Empore angebracht. Ein ovales Leinwandbild des heiligen Aloysius vor der Madonna (zweite Hälfte des 18. Jahrhunderts), ein weiteres Leinwandbild des heiligen Aloysius mit Kleriker von 1855, eine gotisierende Konsolfigur des Erzengels Michael (19. Jahrhundert), eine Konsolfigur einer weiblichen Heiligen sowie abstrakte Kreuzweg-Gemälde ergänzen die Einrichtung.
Die kleine Emporenorgel mit 5 Registern wurde 1995 instand gesetzt und das mit „1745“ bezeichnete intarsierte Orgelgehäuse restauriert.

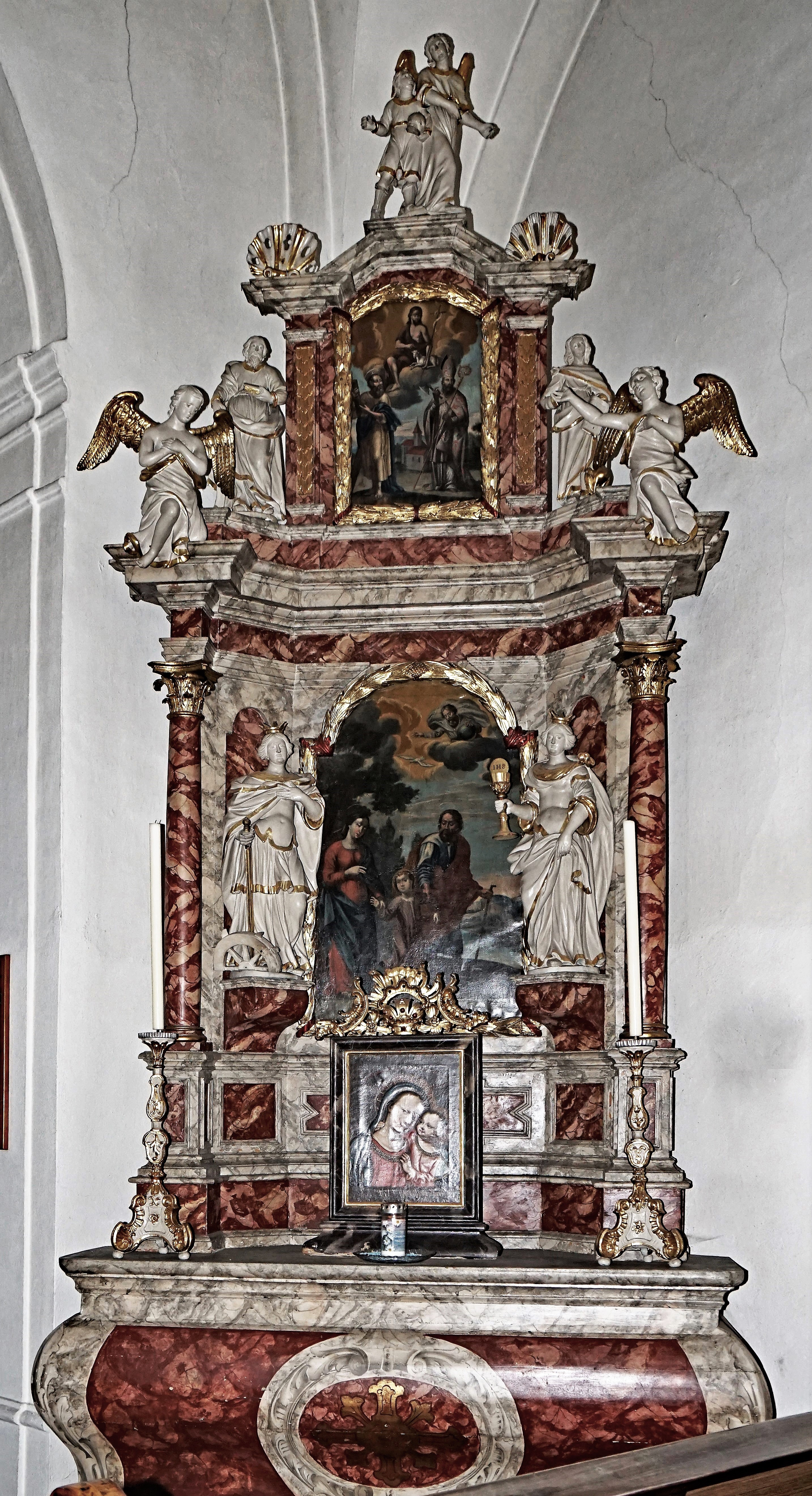
Rechter Seitenaltar
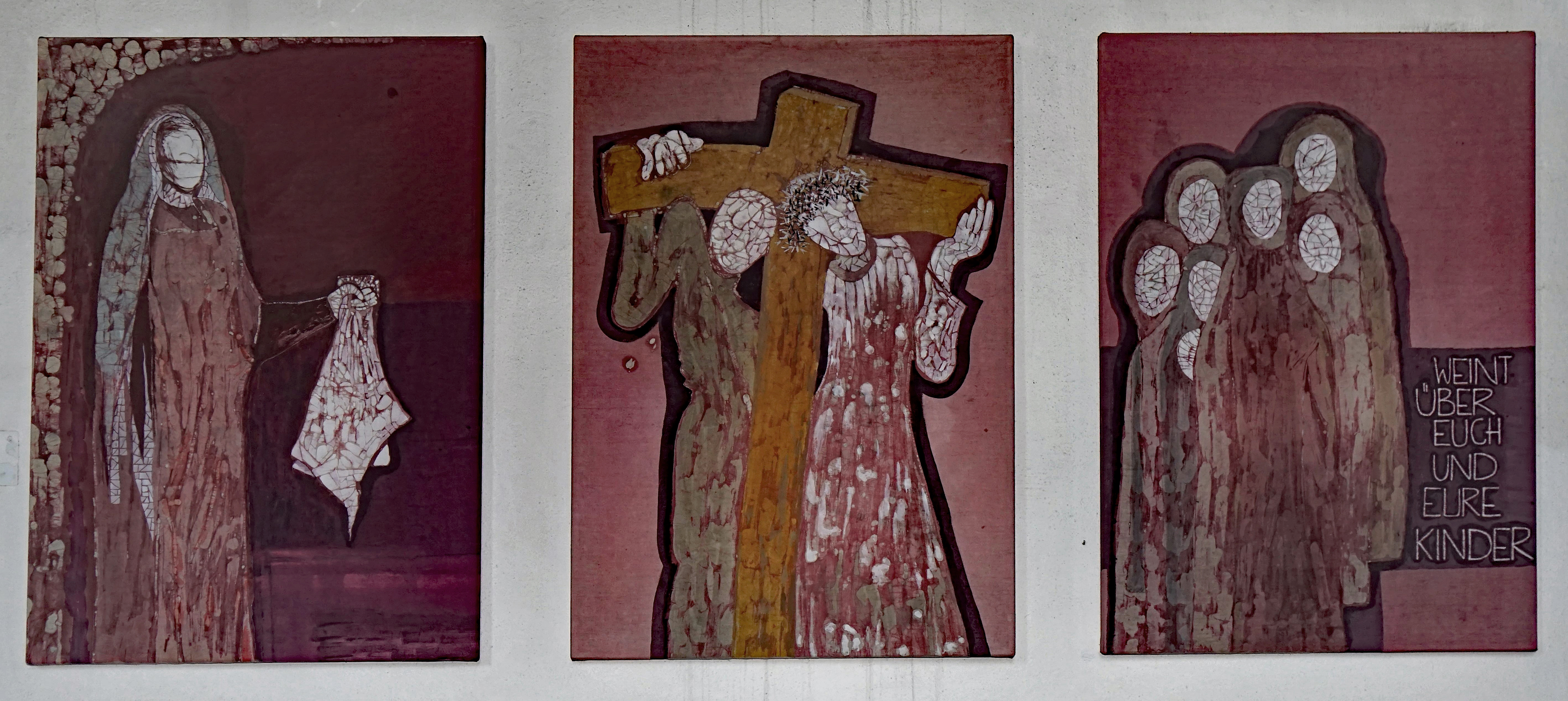
Kreuzweg-Gemälde